# Hoa hậu Quốc tế 1961
Hoa hậu Quốc tế 1961 là cuộc thi Hoa hậu Quốc tế lần thứ 2, diễn ra vào ngày 28 tháng 7 năm 1961 tại Nhà hát Thính phòng Long Beach, Long Beach, California, Hoa Kỳ. Cuộc thi năm nay tiếp tục có 52 thí sinh tham gia dự thi. Cuối đêm chung kết, Hoa hậu Quốc tế 1960 Stella Márquez đến từ Colombia đã trao lại vương miện cho cô Stanny van Baer đến từ Hà Lan.

## Kết quả

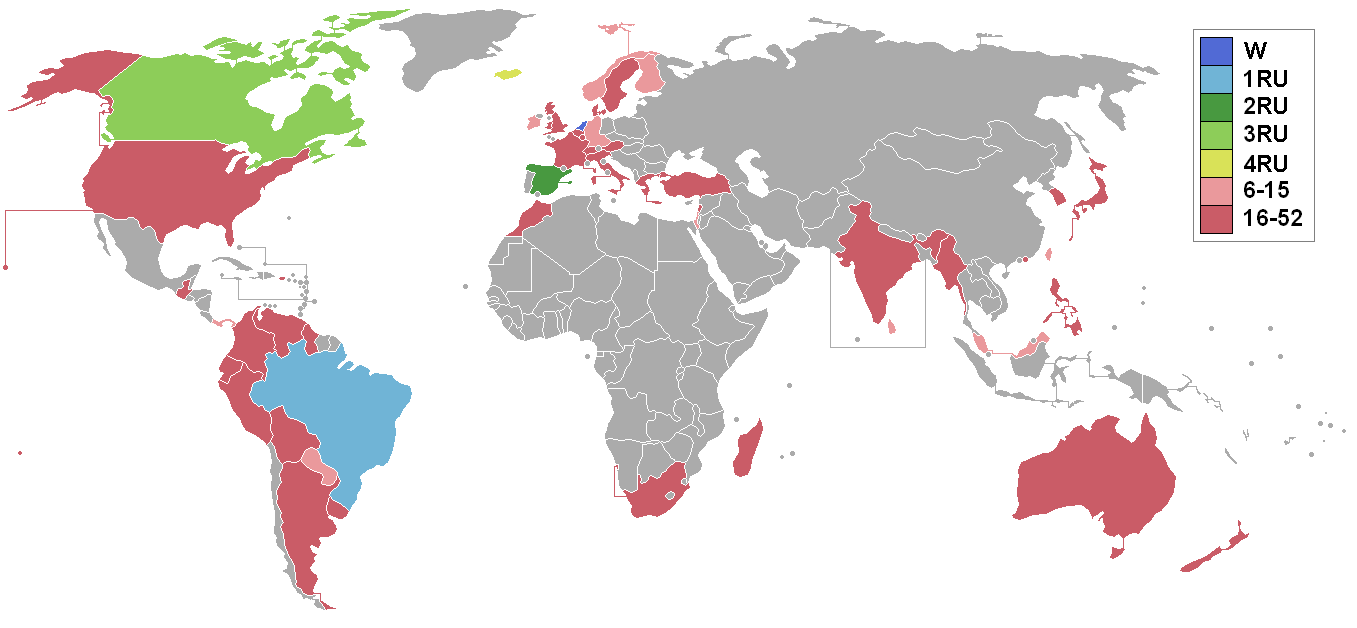
Các quốc gia và lãnh thổ tham gia Hoa hậu Quốc tế 1961 và kết quả.

### Thứ hạng
| Kết quả              | Thí sinh |
| -------------------- | --- |
| Hoa hậu Quốc tế 1961 | - Hà Lan – Stam Van Baer |
| Á hậu 1              | - Brazil – Vera Brauner Menezes |
| Á hậu 2              | - Tây Ban Nha – Maria Cervera Fernández |
| Á hậu 3              | - Canada – Edna MacVicar |
| Á hậu 4              | - Iceland – Sigrun Ragnarsdóttir |
| Top 15               | - Ceylon – Kamala Athauda - Phần Lan – Marja Ryönä - Ireland – Irene Kane - Israel – Dalia Lion - Mã Lai – Helen Tan Hong Lean - Na Uy – Aase Schmedling - Panama – Angela Alcové - Paraguay – Gladys Fernández - Đài Loan – Dolly Ma - Đức – Renate Moller |

### Giải thưởng phụ
| Giải thưởng        | Thí sinh                       |
| ------------------ | ------------------------------ |
| Hoa hậu Thân thiện | - Uruguay – Mónica Moore Davie |
| Hoa hậu Ảnh        | - Hà Lan – Stam Van Baer       |

## Các thí sinh
52 thí sinh tham gia cuộc thi năm nay:
| - Argentina - Alicia Care - Úc - Rosemary Edna Sinclair - Áo - Iris Kosch - Bỉ - Jacqueline Oroi - Bolivia - Carmen Anze - Brazil - Vera Maria Brauner Menezes - Guiana (Anh) - Hermione Clair Brown - Miến Điện - Minnie Pu - Canada - Edna Dianne MacVicar - Ceylon - Kamala Athauda - Colombia - Vilma Kohlgruber Duque - Đan Mạch - Jytte Nielsen - Ecuador - Elaine Ortega Hougen - Anh - Nicky Allen - Phần Lan - Marja Ryönä - Pháp - Brigitte Barazer de Lannurien - Hy Lạp - Ioanna Berouka - Guatemala - Ileana Polasek Alzamora - Hà Lan - Stam Van Baer - Hồng Kông - Judy Chang - Iceland - Sigrun Ragnarsdóttir - Ấn Độ - Diana Valentine - Ireland - Irene Ruth Kane - Israel - Dalia Lion - Ý - Anna Vincenzini - Nhật Bản - Atsuko Kyoto | - Hàn Quốc - Lee Ok-ja - Liban - Eleanor Abi Karam - Luxembourg - Elfie Klein - Madagascar - Ellysserre Ratahirisoa - Mã Lai - Helen Tan Hong Lean - Maroc - Monique Auglade - New Zealand - Leone Mary Main - Na Uy - Aase Marie Schmedling - Panama - Angela María Alcové - Paraguay - Gladys Fernández - Peru - Norma González Miranda - Philippines - Pilar Arciaga - Puerto Rico - Ivette Monagas - Scotland - Annie Carnie Jinks - Nam Phi - Dina Maria Robbertse - Tây Ban Nha - Maria Del Carmen Cervera Fernández - Thụy Điển - Elizabeth Morena Oden - Thụy Sĩ - Michele Rossellat - Tahiti - Tahia Piehi - Đài Loan - Dolly Ma - Thổ Nhĩ Kỳ - Aydan Demirel - Uruguay - Mónica Moore Davie - Hoa Kỳ - Jo Ann Marie Dyer - Venezuela - Gloria Lilue - Wales - Barbara Wilcock - Đức - Renate Moller |

## Chú ý

### Lần đầu tham gia
| - Miến Điện - Guatemala - Ireland - Madagascar | - New Zealand - Panama - Scotland - Wales |

### Bỏ cuộc
| - Borneo - Indonesia - Jordan - Ba Lan | - Bồ Đào Nha - Singapore - Nam Thái Bình Dương - Tunisia |